# 东海岸热
东海岸热（East Coast fever），即泰累尔梨浆虫病（Theileriosis）或泰氏浆虫病， 是由泰累尔梨浆虫属原虫引起的一组家畜疾病，经蜱叮咬而传播。由小泰累尔梨浆虫所致的东海岸牛瘟最为严重，在非洲其死亡率可达90％～100％。绵羊和山羊的泰累尔梨浆虫病是温和性疾病。环形虫引起的热带泰累尔梨浆虫病是地中海沿岸和中东牛的一种较轻微的疾病，不属于东海岸热。